# Яраймахи
Яраймахи (дарг. Яраймахьи) — село в Акушинском районе Дагестана. Входит в состав Бургимакмахинского сельсовета.

## География
Село находится на расстоянии 2 км к северо-востоку от села Акуша, административного центра района.

## Население
| 1926 | 1939 | 1970 | 1989 | 2002 | 2010 | 2021 |
| ---- | ---- | ---- | ---- | ---- | ---- | ---- |
| 55   | ↗64  | ↘47  | ↘38  | ↗116 | ↗149 | ↗153 |